# Nouamline
Nouamline este o comună din departamentul Kiffa, Regiunea Assaba, Mauritania, cu o populație de 4.075 locuitori.